# Donaumarina (metropolitana di Vienna)
Donaumarina è una stazione della linea U2 della metropolitana di Vienna situata nel 2º distretto. La stazione è entrata in servizio il 2 ottobre 2010, nel contesto della terza fase di estensione della metropolitana e come parte del prolungamento della U2 da Stadion.

## Descrizione
La stazione si trova sulla riva destra del Danubio sopra l'arteria stradale Handelskai e nelle vicinanze del porto fluviale Marina Wien. 
I binari sono affiancati in posizione centrale e l'accesso ai treni avviene da marciapiedi laterali. 
Nel 2013, l'artista portoghese Pedro Cabrita Reis ha dipinto di rosso-arancio e bianco parte del muro della sezione nord e ha installato un faro alto 10 metri sulla stazione. La stessa colorazione è stata usata anche per la stazione Donaustadtbrücke situata sull'altra sponda del Danubio. Secondo l'idea dell'artista, questo rappresenta "un attraversamento ideale del Danubio, un secondo ponte artistico".

## Ingressi
- Wehlistraße
- Handelskai
- Donaumarina